# 新麗華酒店
新麗華酒店 （Hotel Sintra）位於澳門南灣區約翰四世大馬路58-62號，於1975年落成，是澳門在經濟起飛前少數酒店之一。酒店由澳門旅遊娛樂有限公司興建及管理，以對抗當時傅老榕牽頭集團對何鴻燊的封殺行動。及至1990年，信德集團屬下的富利達國際酒店集團管理的三星級酒店。酒店間數目約240間。

## 摩卡(Mocha)
酒店內設有由新濠博亞博彩(澳門)股份有限公司營運的摩卡角子機娛樂場，面積達7,500平方呎、設有約135台角子機。

## 交通配套
新麗華酒店設有來往酒店與港澳碼頭的接駁專巴服務。

## 景點
酒店位於澳門中區地帶，毗鄰永利澳門、新葡京、葡京、新馬路等旅遊景點。

## 外部連結
- 新麗華酒店網頁 （页面存档备份，存于）